# Котельнический округ
Котельнический округ — административно-территориальная единица Нижегородского края, существовавшая в 1929—1930 годах. Административный центр — город Котельнич.
Котельнический округ был образован 15 июля 1929 года в составе Нижегородского края из селений Яранского уезда Вятской губернии, части селений Ветлужского уезда Нижегородской губернии, Котельнического, Нолинского, Халтуринского уездов Вятской губернии.
30 июля 1930 года Котельнический округ, как и большинство остальных округов СССР, был упразднён. Его районы отошли в прямое подчинение Нижегородского края.

## Административное деление
Округ был разделён на 14 районов:
- Арбажский
- Даровской
- Кикнурский
- Кичминский
- Котельничский
- Макарьевский
- Пижанский
- Санчурский
- Свечинский
- Советский
- Тоншаевский
- Тужинский
- Шарангский
- Яранский